# Bardfield End Green
Bardfield End Green – wieś w Anglii, w hrabstwie Essex. Leży 25 km na północ od miasta Chelmsford i 59 km na północny wschód od Londynu.